# Galium migrans
Galium migrans är en måreväxtart som beskrevs av Friedrich Ehrendorfer och Mcgill.. Galium migrans ingår i släktet måror, och familjen måreväxter.

## Underarter
Arten delas in i följande underarter:
- G. m. inversum
- G. m. migrans
- G. m. trichogynum